# كيفن سكينر (موسيقي)
كيفن سكينر (بالإنجليزية: Kevin Skinner)‏ هو موسيقي ومغني وكاتب أغاني أمريكي، ولد في 25 فبراير 1974 في مايفيلد في الولايات المتحدة.

## وصلات خارجية
- الموقع الرسمي